# Hans Richter (Dirigent)

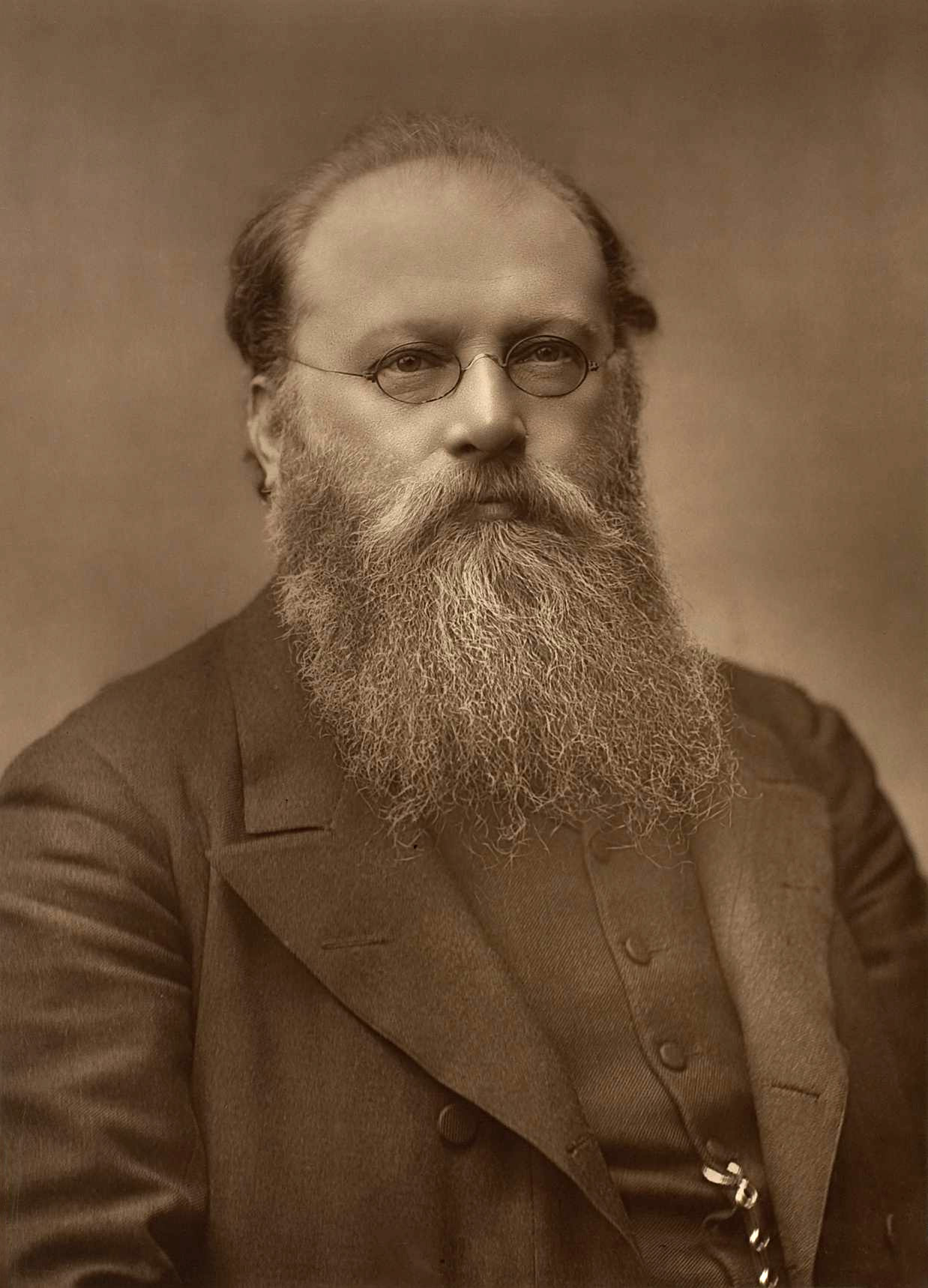
Hans Richter (um 1880)

Hans Richter (* 4. April 1843 in Raab (heute Győr); † 5. Dezember 1916 in Bayreuth; eigentlich János Richter) war ein österreichisch-ungarischer Dirigent und Ehrenbürger von Bayreuth.

## Biografie

### Kindheit und Jugend
Hans Richter wurde am 4. April 1843 als Sohn des Domkapellmeisters Anton Richter und der Sängerin Josefa Richter, geborene Csazenszky, in Raab, Westungarn, geboren. Seine Mutter erteilte ihm ab dem vierten Lebensjahr Klavierunterricht, sodass er durch diese gründliche musikalische Erziehung ab 1852 als Chorknabe in die Wiener Hofmusikkapelle aufgenommen wurde. Nachdem sein Vater bereits früh verstorben war, ging er bis 1860 in das „Löwenburgsche Konvikt“ in Wien, eine Schule, die stimmbegabte Knaben für die Wiener Hofkapelle ausbildete. Von 1860 bis 1865 besuchte er das Wiener Konservatorium.

### Beginn der Beziehungen zu Richard Wagner
Bereits 1862 wurde er Hornist am Theater am Kärntnertor, der damaligen Hofoper. Nach wenigen Jahren erhielt er von seinem Hofkapellmeister den Befähigungsnachweis zum Kapellmeister. Durch diese Empfehlung kam Richter zu Richard Wagner, der einen fähigen Musiker suchte. In seinem Auftrag stellte er als Wagners Assistent die Druckvorlage der Meistersinger-Partitur her, eine Abschrift von Wagners Original. Die gleiche Arbeit verrichtete er später mit der Partitur der Oper Siegfried. Durch seine Arbeit erwarb Richter sich das volle Vertrauen von Richard Wagner, so dass er bei dessen Hochzeit mit Cosima Wagner als Trauzeuge teilnehmen durfte. Bei der Aufführung von Beethovens 9. Sinfonie im Bayreuther Markgräflichen Opernhaus, die Wagner anlässlich der Grundsteinlegung des Richard-Wagner-Festspielhauses dirigierte, spielte Richter unter anderem Trompete, Triangel und Pauken.

### Karriere-Erfolge

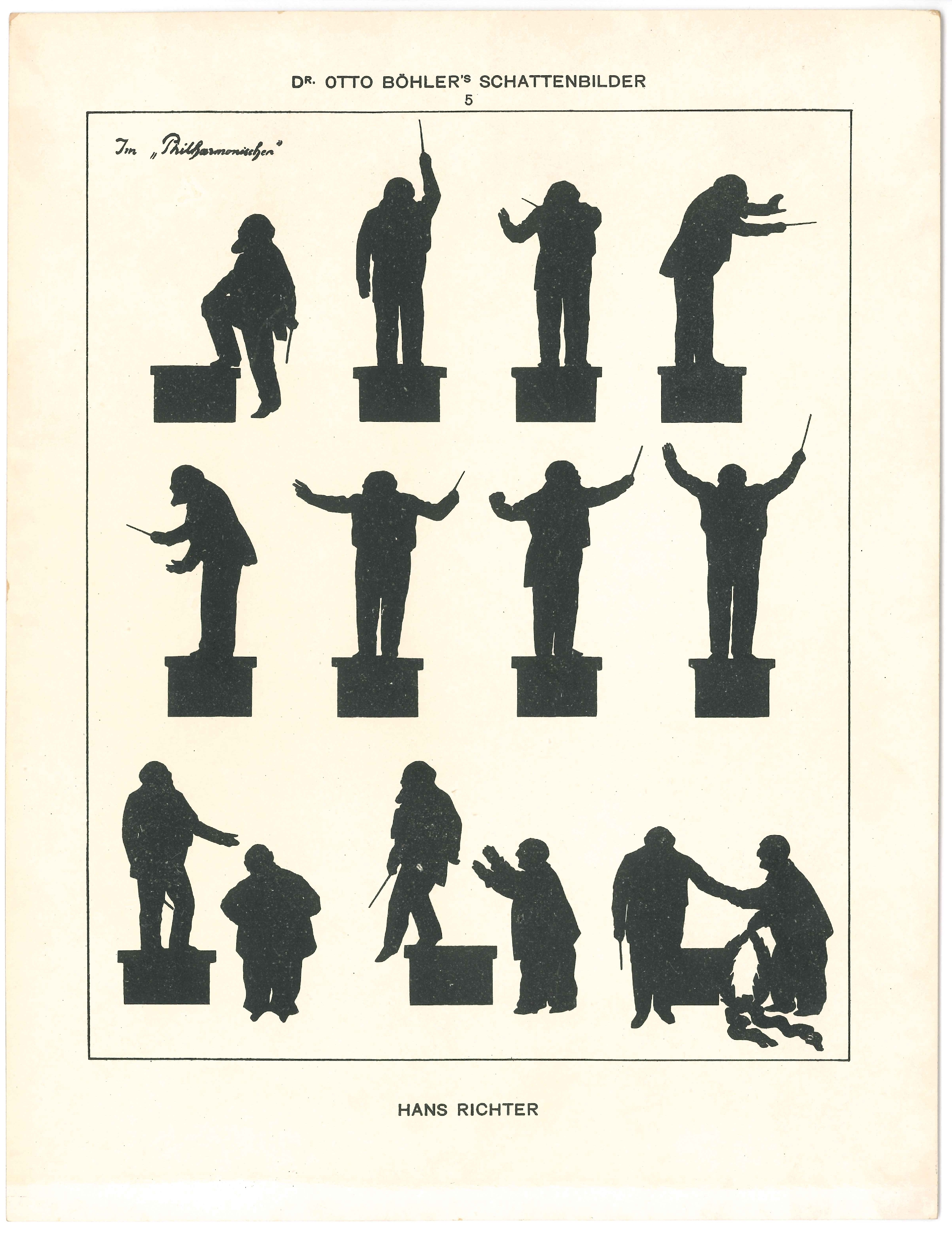
Richter als Dirigent; Silhouette von Otto Böhler

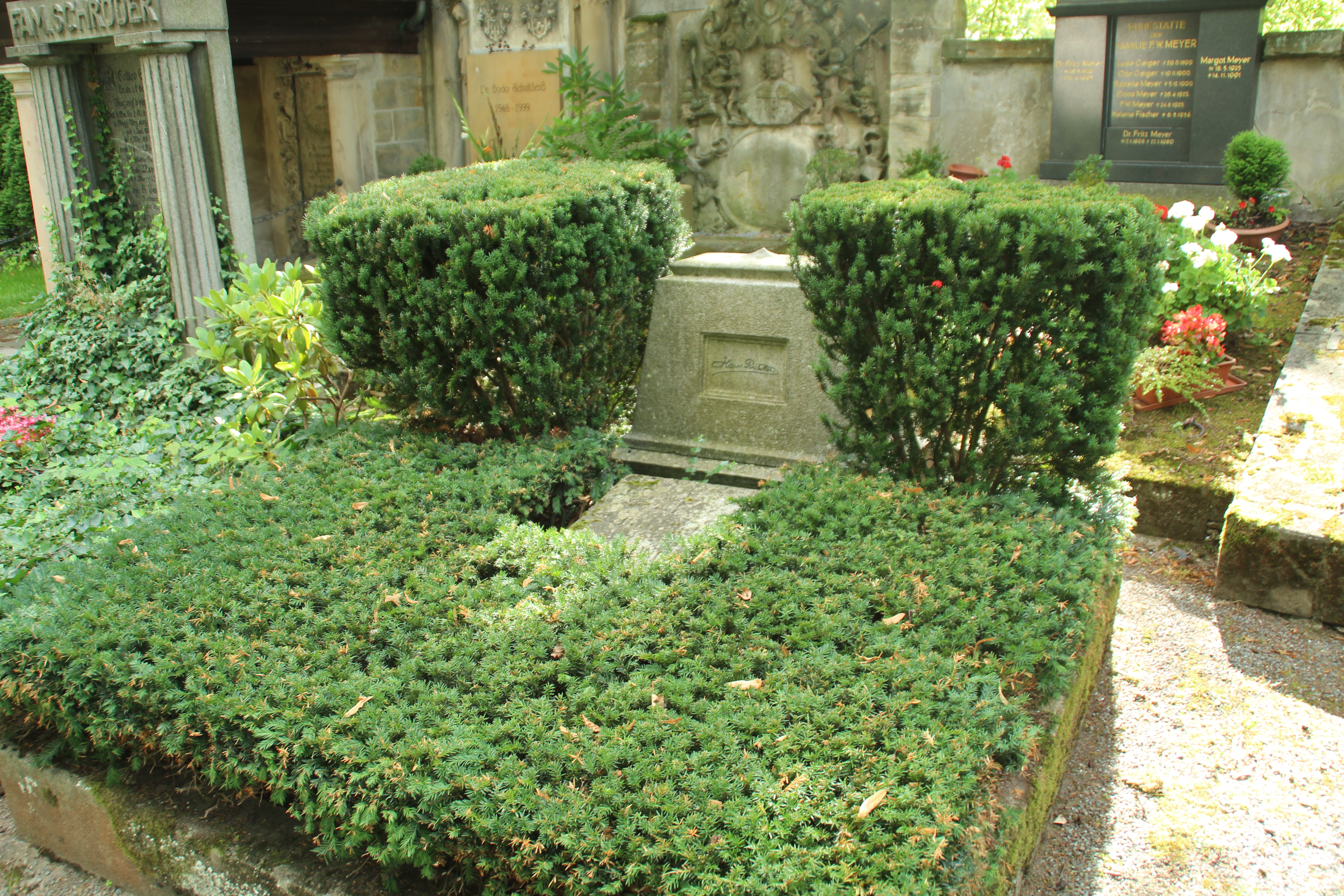
Richters Grabmal auf dem Bayreuther Stadtfriedhof

Ab 1868 war er auf Empfehlung von Richard Wagner Chordirektor der Münchner Oper. 1870 leitete er die erste Aufführung des Lohengrin in Brüssel. Von 1871 bis 1875 war Richter Kapellmeister am Nationaltheater von Budapest. Von 1875 bis 1900 war er Kapellmeister der Wiener Hofoper, von 1875 bis 1898 Dirigent der philharmonischen Konzerte in Wien. Von 1880 bis 1890 war er Konzertdirigent der Gesellschaft der Musikfreunde in Wien, ab 1878 zweiter und ab 1893 erster Hofkapellmeister in Wien. 1876 dirigierte er bei den Bayreuther Festspielen die ersten Aufführungen des Ring des Nibelungen. Richter begleitete Richard Wagner auch auf einer anschließenden Konzertreise nach England, die Wagner unternahm, um das finanzielle Defizit der ersten Festspiele abtragen zu helfen. Dadurch wurde Richter auch in England bekannt und bekam eine Einladung zu einer Reihe von Konzertveranstaltungen, etwa dem Birmingham Triennial Music Festival. Diese waren so erfolgreich, dass die Universitäten von Oxford und Manchester ihm die Doktorwürde verliehen.
Richter arbeitete bis 1900 in Wien, wo er junge Komponisten unterstützte und die Werke Wagners verbreitete. Er dirigierte 1883 die Premiere der Wiener Aufführung von Tristan und Isolde. Dann nahm er eine Einladung des Hallé-Orchester aus Manchester an und übernahm dort die musikalische Leitung. Von 1904 bis 1911 war er Chefdirigent des neugegründeten London Symphony Orchestra.
1911 verließ er England, um in Bayreuth in den Ruhestand zu gehen. Für seine musikalischen Verdienste ernannte die Stadt Bayreuth ihn 1913 zum Ehrenbürger. Am 5. Dezember 1916 verstarb er. Seine Grabstätte befindet sich auf dem Bayreuther Stadtfriedhof. Sein Tabulatur genanntes Bayreuther Wohnhaus aus dem Jahr 1743 wurde Ende der 1960er Jahre im Zusammenhang mit dem Bau des Neuen Rathauses abgerissen.
Hans Richter hat sich neben seinen Wagner-Aufführungen auch besonders um die Verbreitung der Werke von Anton Bruckner, Johannes Brahms und Edward Elgar verdient gemacht. Zu den von ihm uraufgeführten Werken gehören die 2. und 3. Sinfonie von Brahms, die 1. (2. Fassung 1891), 3. (3. Fassung 1890), 4. und 8. Sinfonie von Bruckner, die Enigma-Variationen und das Oratorium The Dream of Gerontius von Elgar, sowie dessen 1. Sinfonie, die Richter gewidmet ist. Auch die 6. Sinfonie von Antonín Dvořák ist Richter gewidmet, doch konnte dieses Werk 1880 aus Krankheitsgründen nicht wie geplant von Richter uraufgeführt werden.
Zur Wiederkehr seines 150. Geburtstags, 1993, wurde von den Wiener Philharmonikern eine Hans-Richter-Medaille aufgelegt, deren erster Träger Georg Solti (1912–1997) war.
Im Jahr 1919 wurde in Wien-Döbling (19. Wiener Gemeindebezirk) die Hans-Richter-Gasse nach ihm benannt.
Sein Sohn war Edgar Richter.

## Werke (Auswahl)
- Romanze für Horn und Klavier op. 37, Sehnsucht des Entfernten nach seiner Heimat, revidiert von Hans Pizka, 1996 OCLC 163127517
- Hornquartett in vier Sätzen, herausgegeben von William Martin, Hans Pizka, München 1996 OCLC 50680818
- Der fliegende Holländer, Fantasie nach Richard Wagner für Hornquartett, Hans Pizka, Kirchheim, 1992 OCLC 1182785957
- Wagneriana, Fantasie für fünf Hörner nach Motiven von Richard Wagner, revidiert von Hans Pizka, 1981, 1997 OCLC 51026502
- Der Wasserfall auf dem Scherbelberg, Humoreske für Pianoforte OCLC 700429577